# Арсенид нептуния
Арсенид нептуния — бинарное неорганическое соединение
нептуния и мышьяка
с формулой NpAs,
кристаллы.

## Получение
- Нагревание стехиометрических количеств чистых веществ:

{\displaystyle {\mathsf {Np+As\ {\xrightarrow {T,I_{2}}}\ NpAs}}}

## Физические свойства
Арсенид нептуния образует кристаллы нескольких модификаций:
- кубическая сингония, пространственная группа F m3m, параметры ячейки a = 0,5835 нм, существует при температуре ниже -131°С;
- тетрагональная сингония, параметры ячейки a = 0,58312 нм, c = 0,58281 нм, существует в интервале температуре -131÷-98°С;
- кубическая сингония, пространственная группа F m3m, параметры ячейки a = 0,58318 нм, существует при температуре выше -98°С.